# Onsted
Onsted – wieś w Stanach Zjednoczonych, w stanie Michigan, w hrabstwie Lenawee.